# 尾道市瀬戸田市民会館

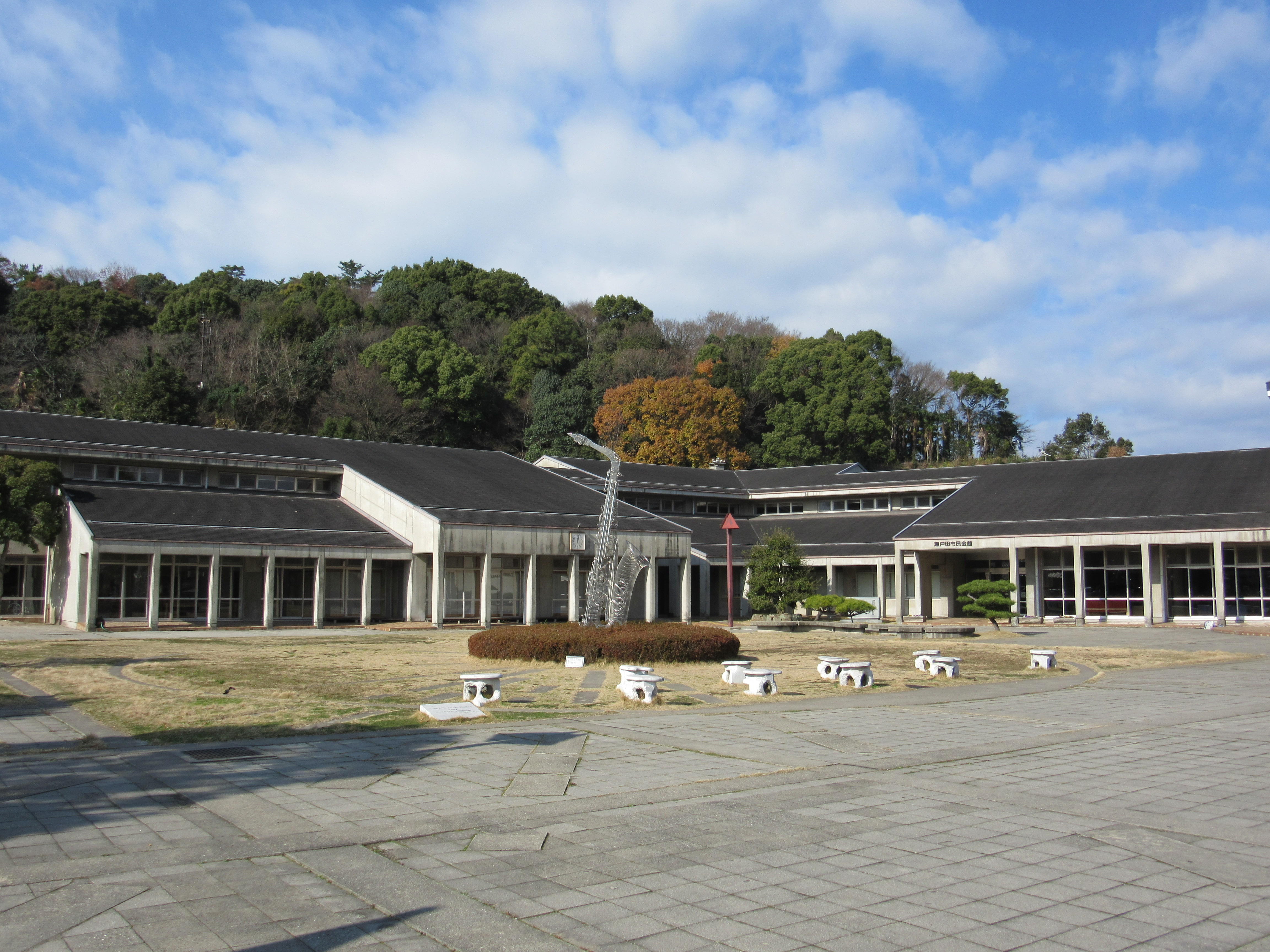
瀬戸田市民会館

尾道市瀬戸田市民会館（おのみちし・せとだしみんかいかん）は、広島県尾道市（生口島）にある、文化活動目的に使用される複合施設。

## 概要
公民館・多目的ホール・老人福祉センター・多目的研修施設・図書館からなる複合施設。
目の前には瀬戸田町観光協会がある。
1970年代に入ると西瀬戸自動車道（しまなみ海道）建設が本格化し、生口島に船以外にも車による観光客を見込める状況になった。そこで、豊田郡瀬戸田町は地域活性化事業の一環として、文化によって人を呼び寄る構想を立ち上げた。瀬戸田中央公民館を改築し日本有数のコンサートホールを増設、耕三寺および耕三寺博物館・サンセットビーチ・シトラスパーク・平山郁夫美術館・生口島全体を美術館に見立てる「町を飾る彫刻群」とともに生口島の目玉施設とする計画を立案した。
1986年2月、瀬戸田町合併30周年記念に開場。多目的ホールは「ベル・カントホール」と名づけられた。ちなみに、1989年海と島の博覧会開催も追い風となり生口島への観光客は増加、これにより他地域では地域活性化のモデルケースとして評価されている。
2006年、瀬戸田町が市町村合併に伴い尾道市へ編入、それに伴い尾道市が管理することとなった。

## 主な施設

### ベル・カントホール
「ベル・カント（Bel Canto）」とはイタリア語で「よく響く歌声」という意味。
ホールのプロデュースは三木健嗣、名誉館長にアレクシス・ワイセンベルク。
小出信也・石井好子ら有名音楽家に気に入られたこともあり、数々のコンサートを企画されている。
- 形式 : アリーナ型
- 収容席数 : 646席（1階230席、2階300席、3階116席）
- 残響時間 : 2秒
- ベーゼンドルファーを設置、緞帳は平山郁夫の原画をもとに製作された「瀬戸田曼荼羅」。

### 尾道市立瀬戸田図書館
- 所蔵分野 : 全般
- 蔵書冊数 : 45,476冊
- 延床面積 : 306m2

## 交通
- バス
  - 高速バス・しまなみライナー乗車、瀬戸田バスストップ下車、島内バス東回り線乗車、耕三寺バス停下車
- 車（西瀬戸自動車道）
  - 生口島南インターチェンジから車で8分
  - 生口島北インターチェンジから車で10分
- 船（三原観光汽船）
  - 瀬戸田港から徒歩で約10分
  - 沢港から徒歩で約10分

## 周辺施設
- 尾道市立瀬戸田小学校
- 平山郁夫美術館
- 耕三寺
- 耕三寺博物館